# Шарковщина (Миргородский район)
Шарко́вщина (укр. Шарківщина) — село, Ромодановский поселковый совет, Миргородский район, Полтавская область, Украина.
Население по переписи 2001 года составляло 626 человек.
В Центральном государственном историческом архиве Украины в городе Киеве есть метрическая книга за 1780 год.
Село указано на подробной карте Российской империи и близлежащих заграничных владений 1816 года, как село.

## Географическое положение
Село находится на левом берегу реки Лихобабовка, выше по течению на расстоянии в 1,5 км расположено село Конюшево, ниже по течению на расстоянии в 6 км расположено село Малиновка. На реке большие запруды.

## Экономика
- Молочно-товарная ферма.

## Объекты социальной сферы
- Дом культуры.

## Религия
- Свято-Преображенский храм.

## Известные люди
В селе родились:
- Герой Советского Союза Иван Зуенко.
- Крипак, Иван Сергеевич (09.11.1910—04.12.1974) — кавалер ордена Славы трёх степеней[4].